# Brachytria centralis
Brachytria centralis är en skalbaggsart som beskrevs av Francis Polkinghorne Pascoe 1863. Brachytria centralis ingår i släktet Brachytria och familjen långhorningar. Inga underarter finns listade.